# Amou
Amou – miejscowość i gmina we Francji, w regionie Nowa Akwitania, w departamencie Landes.